# Quân khu Kiev

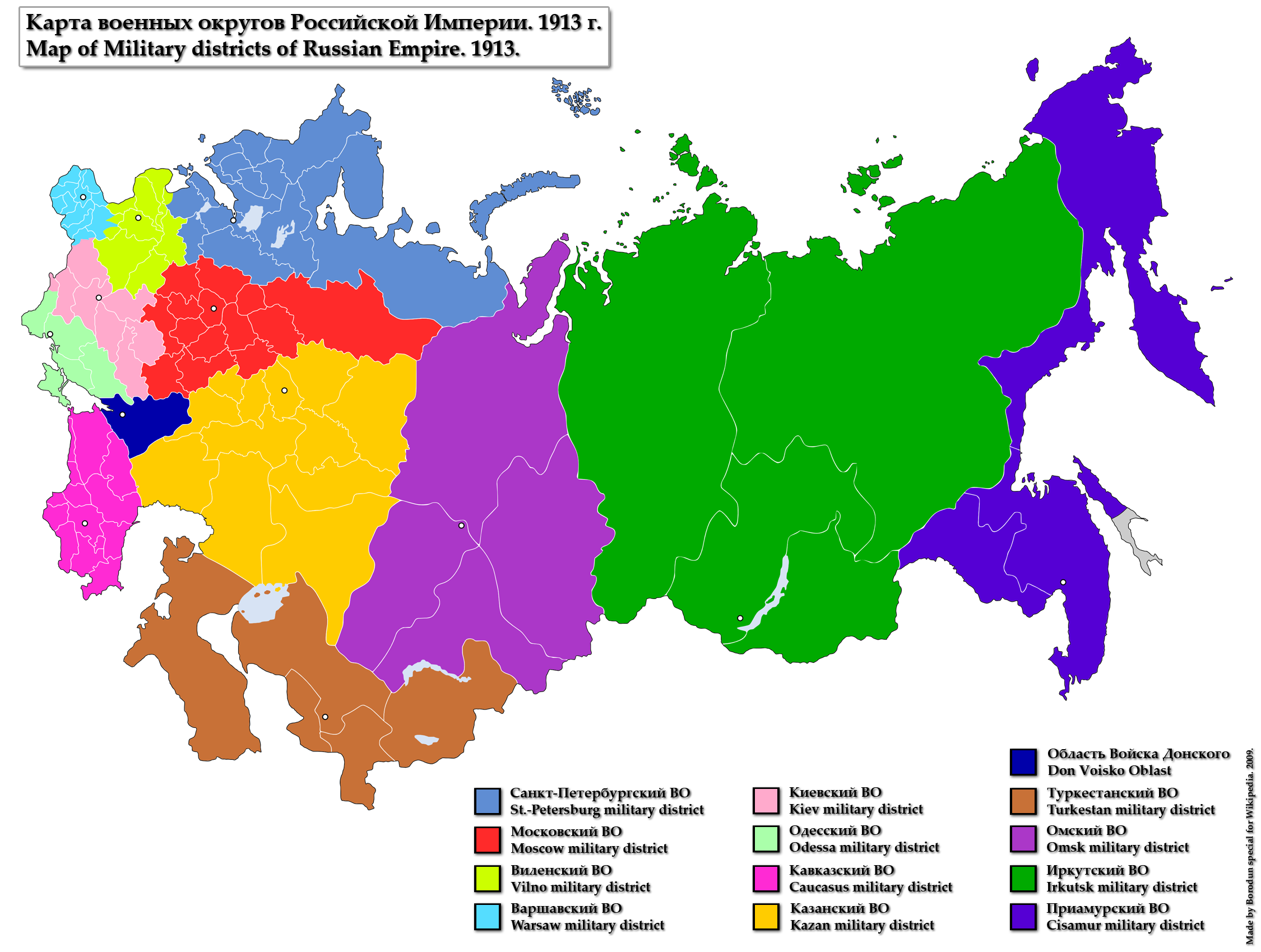
Các quân khu của Đế quốc Nga năm 1913

Quân khu Kiev (tiếng Nga: Киевский вое́нный о́круг (КВО), đã Latinh hoá: Kiyevskiy voyénnyy ókrug (KVO); tiếng Ukraina: Червонопрапорний Ки́ївський військо́вий о́круг, đã Latinh hoá: Chervonoprapornyi Kyivskyi viiskovyi okruh, n.đ. 'Quân khu cờ đỏ Kiev', viết tắt КВО, KVO) là một quân khu của Lục quân Đế quốc Nga và sau đó là của Hồng quân và Lực lượng Vũ trang Liên Xô. Quân khu được thành lập lần đầu vào năm 1862, và có trụ sở tại Kiev (Kyiv) trong hầu hết thời gian tồn tại.

## Đế quốc Nga

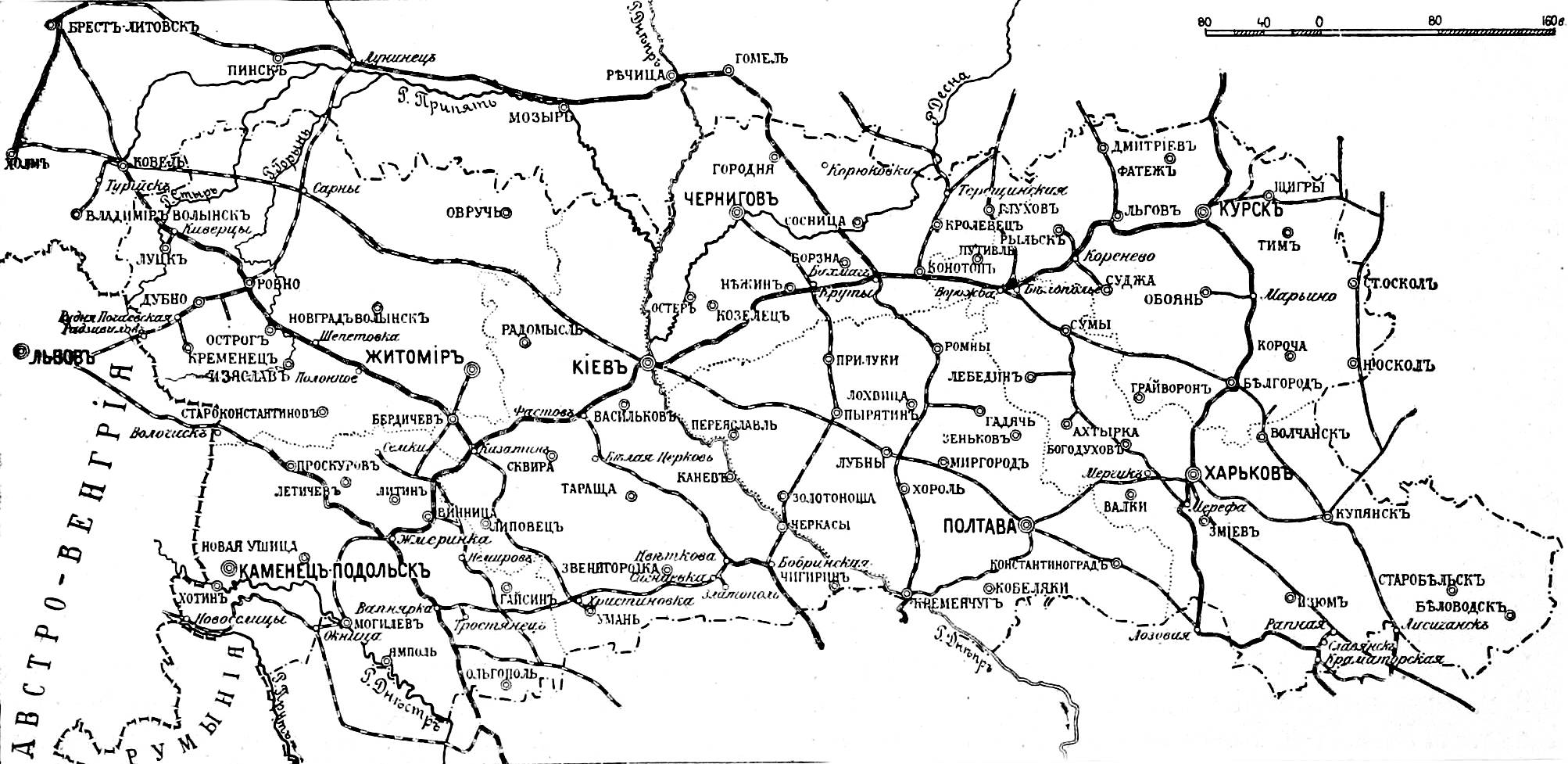
Quân khu Kiev năm 1911–1915

Quân khu Kiev là một quân khu của Đế quốc Nga, một kiểu phân chia lãnh thổ được sử dụng để quản lý hiệu quả hơn các đơn vị lục quân, huấn luyện và các hoạt động tác chiến khác của họ liên quan đến tính sẵn sàng chiến đấu. Quân khu ban đầu bao gồm các tỉnh Kiev, tỉnh Podolia (trừ huyện Balta) và tỉnh Volyn .
Bố trí quân sự được phân định cho quân khu bao gồm Tập đoàn quân 10. Năm 1888, Quân khu Kharkov được sáp nhập vào Quân khu Kiev.
Khi Thế chiến I bắt đầu, quân khu được chuyển thành Tập đoàn quân 3. Vào tháng 4 năm 1917, các tỉnh Poltava và Kursk được chuyển sang cho Quân khu Moskva.
Sau Cách mạng Tháng Mười ở Petrograd, khu vực này nằm dưới quyền tài phán của Cộng hòa Nhân dân Ukraina và tồn tại cho đến đầu tháng 2 năm 1918 do cuộc tiến công của Lực lượng Hồng vệ binh Nga Petrograd-Moskva thuộc Lực lượng Đặc nhiệm Antonov do Vladimir Lenin giao nhiệm vụ "chống phản cách mạng ở miền Nam nước Nga", nhưng trên thực tế là xâm chiếm Ukraina trong cái gọi là Chiến tranh Ukraina-Xô viết.
Quân khu đã không được phục hồi trong thời kỳ Bolshevik ngắn ngủi vào năm 1918 cũng như sau khi thành lập Quốc gia Ukraina độc lập.
Tư lệnh thời đế quốc
- Trung tướng Thân vương Illarion Vasilchikov (6 tháng 7 năm 1862 – 12 tháng 11 năm 1862*)
- Trung tướng Bá tước Adam Rzhevusky (tạm thời tháng 11 năm 1862)
- Thượng tướng Nicholas Annenkov (Tháng 12 năm 1862? – 19 tháng 1 năm 1865)
- Thượng tướng Aleksandr Bezak (19 tháng 1 năm 1865 – 30 tháng 12 năm 1868*)
- Trung tướng Nikolai Kozlyaninov (6 tháng 1 năm 1869 – 1 tháng 5 năm 1872)
- Trung tướng Thân vương Aleksandr Dondukov-Korsakov (tạm thời tháng 1 – tháng 4 năm 1877)
- Trung tướng Mikhail Chertkov (tạm thời 13 tháng 9 năm 1877 – 15 tháng 4 năm 1878)
- Trung tướng Mikhail Chertkov (15 tháng 9 năm 1878 – 13 tháng 1 năm 1881)
- Thượng tướng Alexander Drenteln (13 tháng 1 năm 1881 – 15 tháng 7 năm 1888*)
- Thượng tướng Fyodor Radetsky (31 tháng 10 năm 1888? – 1889)
- Thượng tướng Mikhail Dragomirov (1 tháng 1 năm 1889 – 24 tháng 12 năm 1903)
- Trung tướng Nikolai Kleigels (24 tháng 12 năm 1903 – 19 tháng 10 năm 1905)
- Trung tướng Vladimir Sukhomlinov (19 tháng 10 năm 1905 – 2 tháng 12 năm 1908; Thượng tướng từ 1906)
- Thượng tướng Nikolay Ivanov (2 tháng 12 năm 1908 – 19 tháng 7 năm 1914)
- Trung tướng Nikolai Khodorovich (16 tháng 4 năm 1916 – 1917)

Tư lệnh thời Chính phủ Lâm thời
- Thượng tá Konstantin Oberuchev (ủy viên nhân dân của Chính phủ Lâm thời, tháng 3 – 5 năm 1917)
- Thiếu tướng Konstantin Oberuchev (tháng 5 năm 1917 – 17 tháng 10 năm 1917)
- Trung tướng Mikhail Kvetsinsky (17 tháng 10 năm 1917 – 7 tháng 11 năm 1917)

Xung đột chính
- Khởi nghĩa Tháng Giêng (nổi loạn thân Ba Lan)
- Cách mạng Nga (1905)
- Thế chiến I (1914–1917)

## Lục quân Ukraina thứ nhất
Tư lệnh
- Trung tá Viktor Pavlenko (14 tháng 11 năm 1917 – 13 tháng 12 năm 1917)
- Đại úy Mykola Shynkar (13 tháng 12 năm 1917 – 1918)[1]

Xung đột lớn
- Nổi dậy Bolshevik (1917)
- Chiến tranh Ukraina–Xô viết (1917–1918)

## Hồng quân thứ nhất
Quân khu Kiev được phục hồi vào ngày 12 tháng 3 năm 1919, và sau đó lại bị giải tán vào ngày 23 tháng 8 năm 1919, trước sự tiến công của lực lượng Anton Denikin.

## Vùng quân sự Kiev
Vùng quân sự Kiev (oblast) được thành lập bởi lực lượng của Anton Denikin vào ngày 31 tháng 8 năm 1919, nhưng đến ngày 14 tháng 12 năm 1919, lực lượng của vùng này đã được thu hồi và hợp nhất với lực lượng của Vùng Novorossiysk. Tư lệnh vùng quân sự là Abram Dragomirov.

## Lực lượng Xô viết tại Ukraina và Krym
Quân khu lại được thành lập vào tháng 1 năm 1920 với tư cách là bộ phận của Lực lượng vũ trang Cộng hòa Xã hội chủ nghĩa Xô viết Liên bang Nga đồn trú tại Ukraina.
Vào đầu thập niên 1920, Quân khu gồm có các đơn vị sau:
- Sư đoàn bộ binh súng trường Krym 3
- Sư đoàn bộ binh súng trường Chernigov 7
- Sư đoàn bộ binh súng trường Sivashsk 15
- Sư đoàn bộ binh súng trường gang Samaro-Simbirsk 24
- Sư đoàn bộ binh súng trường Chapaev 25
- Sư đoàn bộ binh súng trường Irkutsk 30
- Sư doàn bộ binh súng trường núi Kiev 44
- Sư đoàn bộ binh súng trường Volyn 45
- Sư đoàn bộ binh súng trường Perekop 51

## Quân khu Ukraina
Vào tháng 4 năm 1922, Quân khu Kiev được sáp nhập với Quân khu Kharkov thành Quân khu Tây Nam. Vào tháng 6 năm 1922, nó được đổi tên thành Quân khu Ukraina.
Quân đoàn súng trường số 6 được thành lập theo lệnh của Tư lệnh Lực lượng Vũ trang Ukraina và Krym số 627/162 từ ngày 23 tháng 5 năm 1922, tại Kiev, một phần của Quân khu Kiev và Kharkov.
Tư lệnh
- Mikhail Frunze (1922–1924)
- Alexander Yegorov (1924–1925)
- Iona Yakir (1925–1935)

## Hồng quân lần hai
Ngày 17 tháng 5 năm 1935, Quân khu Ukraina được chia thành Quân khu Kharkov và Quân khu Kiev.
Quân đoàn súng trường 13 được cải tổ trong quân khu theo lệnh cấp quân khu vào tháng 12 năm 1936, và trụ sở chính của nó được thành lập tại Bila Tserkva.
Vào ngày 26 tháng 7 năm 1939, quân khu được đổi tên thành Quân khu đặc biệt Kiev.
Ngày 20 tháng 2 năm 1941, quân khu thành lập Quân đoàn cơ giới 22 (có 527 xe tăng) thuộc Tập đoàn quân 5 (Liên Xô) , Quân đoàn cơ giới 16 (có 372 xe tăng) thuộc Tập đoàn quân 12 và Quân đoàn cơ giới 9 (có 94 xe tăng), Quân đoàn cơ giới 24 (có 56 xe tăng), Quân đoàn cơ giới 15 (có 707 xe tăng) và Quân đoàn cơ giới 19 (có 274 xe tăng) trong lực lượng dự bị của quân khu. Lực lượng phòng không trong quân khu bao gồm Sư đoàn Hàng không Tiêm kích 36 của PVO đặt tại Vasylkiv.
Khi Chiến dịch Barbarossa của Đức bắt đầu vào ngày 22 tháng 6 năm 1941, trên cơ sở Quân khu đặc biệt Kiev, thành lập Phương diện quân Tây Nam của Liên Xô hợp nhất hoàn toàn quân khu này vào ngày 10 tháng 9 năm 1941.
Tư lệnh
- Komandarm bậc 1 Iona Yakir (1935–1937)
- Komandarm bậc 1 Ivan Fedko (1937–1938)
- [[Tư lệnh Tập đoàn quân bậc 2|Komandarm bậc 2] Semyon Timoshenko (1938–1940)
- Thống tướng Georgy Zhukov (1940–1941)
- Thượng tướng Mikhail Kirponos (1941)
- Trung tướng Vsevolod Yakovlev (1941)

## Lục quân Liên Xô
Quân khu được thành lập lại vào ngày 25 tháng 10 năm 1943, với trụ sở chính tại Kiev. Tháng 6 năm 1946, bảy tỉnh của Quân khu Kharkov bị giải thể được bổ sung vào Quân khu Kiev. Quân khu Kiev khi đó bao gồm các tỉnh (oblast) Kiev, Cherkasy, Uman, Voroshilovgrad (nay là Luhansk), Dnipropetrovsk (nay là Dnipro), Poltava, Stalino (nay là Donetsk), Sumy, Kharkiv và Chernihiv.
Các đơn vị đóng quân trên địa bàn quân khu là Tập đoàn quân cận vệ 1 và Tập đoàn quân xe tăng cận vệ 6. Tập đoàn quân không quân 69 đã hoạt động từ đầu những năm 1950 đến ít nhất là năm 1964 trong quân khu. Năm 1959, Tập đoàn quân Không quân 17 được chuyển đến quân khu từ Mông Cổ để cung cấp hỗ trợ trên không. Quân đoàn 60 Tập đoàn quân Phòng không 8 yểm trợ phòng không cho quân khu.
Tập đoàn quân tên lửa số 43 của Lực lượng tên lửa chiến lược được thành lập tại Vinnytsia trong ranh giới của quân khu vào năm 1960. Nó bao gồm Sư đoàn tên lửa số 19 ([Khmelnytskyi]]), Sư đoàn tên lửa cận vệ số 37 (Lutsk), Sư đoàn tên lửa số 43 (Kremenchuk), Sư đoàn tên lửa số 44 (Kolomyia), tỉnh Ivano-Frankivsk, giải thể ngày 31 tháng 3 năm 1990. Lữ đoàn công binh 73 RVGK đóng tại Kamyshin.), và Sư đoàn tên lửa 46 (Pervomaisk, tỉnh Mykolaiv). Tư lệnh cuối cùng của Tập đoàn quân tên lửa 43 là Thượng tướng Vladimir Alekseevich Mikhtyuk, phục vụ từ ngày 10 tháng 1 năm 1991 đến ngày 8 tháng 5 năm 1996 khi nó chính thức bị giải thể. Cũng trong quân khu vào năm 1988 còn có Lữ đoàn cơ giới 72 tại Krasnograd.
Năm 1991, quân khu bao gồm Tập đoàn quân xe tăng cận vệ 6 (tại Dnipropetrovsk), Tập đoàn quân cận vệ 1 (Chernihiv), Sư đoàn súng trường cơ giới 36 (Artemivsk/Bakhmut), Sư đoàn súng trường cơ giới 48 (Chuhuiv), Sư đoàn huấn luyện xe tăng cận vệ 48 (Desna), Lữ đoàn Lực lượng Đặc biệt độc lập 9 GRU (kích hoạt ngày 15 tháng 10 năm 1962 tại Kirovohrad [Kropyvnytsnkyi], thành lập ngày 31 tháng 12 năm 1962, ở lại Ukraina năm 1992), Tập đoàn quân Không quân 17 và Quân đoàn Phòng không 60 của Tập đoàn quân Phòng không 8 (Phòng không Liên Xô)). Trong số các đơn vị không quân của quân khu có Trường phi công quân sự cấp cao Chernihiv tại Chernihiv.
Cũng nằm trong ranh giới của quân khu nhưng chịu trách nhiệm trước Bộ Chỉ huy Phương diện chiến lược Tây Nam là Lữ đoàn Đổ bộ-Xung kích độc lập số 23 (thực tế là một lữ đoàn cơ động đường không), tại Kremenchuk, tỉnh Poltava.
Năm 1991, Thượng tướng Viktor S. Chechevatov bị cách chức Tư lệnh quân khu vì từ chối tuyên thệ trung thành với Ukraina. Quân khu bị giải tán sau khi Liên Xô tan rã, vào ngày 1 tháng 11 năm 1992, và cấu trúc của nó được sử dụng làm cơ sở cho Bộ Tổng tham mưu và Bộ Quốc phòng Ukraina mới.
Tư lệnh
- Trung tướng Viktor Kosyakin (1943 – 1944)
- Trung tướng Vasyl Herasymenko (1944 – 1945)
- Thượng tướng Andrei Grechko (9 July 1945 – 25 May 1953)[14]
- Nguyên soái Liên Xô Vasily Chuikov (26 May 1953 – April 1960)
- Đại tướng lục quân Pyotr Koshevoy (April 1960 – January 1965)
- Đại tướng lục quân Ivan Yakubovsky (January 1965 – April 1967)
- Thượng tướng Viktor Kulikov (April 1967 – 1969)
- Thượng tướng Grigoriy Salmanov (April 1969 – 1975)
- Thượng tướng Ivan Gerasimov (1975 – 1984)
- Thượng tướng Vladimir Osipov (1984 – 1989)
- Thượng tướng Boris Gromov (1989 – tháng 12 năm 1990)
- Thượng tướng Viktor Chechevatov (tháng 1 năm 1991 – 1992)

## Lục quân Ukraina thứ hai
Tư lệnh
- Trung tướng Valentyn Boryskin (1992)